# You Belong with Me
'You Belong with Me' is een nummer van de Amerikaanse zangeres Taylor Swift. Het werd uitgebracht op 18 april 2009 via Big Machine Records. 'You Belong with Me' is de derde single van Swifts tweede studioalbum Fearless.
Het nummer werd genomineerd voor drie Grammy Awards en verschillende countryawards. In de videoclip van 'You Belong with Me' speelt Swift een ongemakkelijk nerdy meisje dat verliefd is op haar buurjongen (gespeeld door Lucas Till) maar zijn aandacht niet weet de krijgen. Deze videoclip won de prijs voor Best Female Video bij de MTV Video Music Awards in 2009. Tijdens haar overwinningsspeech werd Swift onderbroken door Kanye West, wat leidde tot veel media-aandacht.

## Achtergrond
Swift werd geïnspireerd voor 'You Belong with Me' toen ze een vriend aan de telefoon zichzelf hoorde verdedigen tegenover zijn vriendin. Swift had medelijden met deze vriend en bedacht naar aanleiding daarvan de openingsregels van het nummer: "You're on the phone with your girlfriend, she's upset, going off about something that you said." Ook verzon ze een verhaallijn bij deze regels, namelijk dat ze in het nummer stiekem verliefd zou zijn op deze jongen en dat ze vond dat de jongen een relatie zou moeten hebben haar in plaats van met zijn huidige vriendin. Swift werkte dit idee uit met Liz Rose, met wie ze ook aan verschillende nummers op haar debuutalbum had gewerkt.
'You Belong with Me' werd eerst uitgegeven als een promotiesingle voor Fearless via een ITunes campagne. In april 2009 werd het nummer ook officieel uitgegeven als single inclusief een videoclip.

## Ontvangst
Muziekrecensenten reageerden gemengd op 'You Belong with Me'. Zo schreef de recensent van de BBC dat Fearless maar weinig variatie in teksten en thema's bevatte en dat 'You Belong with Me' daar geen uitzondering op was. Eén van de muziekrecensenten van Slant Magazine noemde 'You Belong with Me' niet Swifts beste nummer, maar vond haar schrijfwerk op het nummer ook niet per se slecht. Andere recensenten waren gecharmeerd door het nummer. Volgens Rolling Stone was het moeilijk om niet te vallen voor Swifts verhalen over tienerliefde en verschillende recensenten noemden het nummer herkenbaar. Recensenten van The Village Voice en Blender schaarden 'You Belong with Me' dan ook onder de beste nummers van Fearless.
'You Belong with Me' bleef ook langer na uitgave geliefd onder fans en muziekrecensenten. De single werd door zowel Pitchfork als The Village Voice onder de beste nummers van 2009 geschaard. Ook werd de single tot een van de beste nummers van de jaren '00 benoemd door CMT (nummer 8) en VH1 (nummer 50). Daarnaast zette Billboard 'You Belong with Me' in 2017 op de twintigste plek van nummers uit de 21ste eeuw met het beste refrein. Teen Vogue verkoos de single in 2020 tot het beste nummer over onbeantwoorde liefde.
'You Belong with Me' bereikte zowel de Vlaamse Ultratop 50 als de Nederlandse Top 40 niet, maar behaalde een plek in de Tipparade van beide hitlijsten. Verder stond de single zes weken in de Single Top 100 in Nederland, met als piek de 68e plek.

### Prijzen en nominaties
'You Belong with Me' werd genomineerd voor drie Grammy Awards, namelijk de prijzen voor Record of the Year, Song of the Year en de beste uitvoering van een popnummer door een vrouwelijke artiest. Swift wist echter geen van deze nominaties te verzilveren; Beyoncé won de prijzen voor Song of the Year en beste uitvoering van een popnummer voor respectievelijk 'Single Ladies (Put a Ring on It)' en 'Halo' en Kings of Leon won de prijs voor Record of the Year voor 'Use Somebody'.  Daarnaast werd het nummer genomineerd voor een Academy of Country Music Award voor het lied van het jaar, maar verloor deze van Lady Antebellums 'Need You Now'. 'You Belong with Me' won wel een Kids' Choice Award voor het beste liedje.

## Videoclip
De videoclip van 'You Belong with Me' verscheen net nadat het nummer als single naar radiostations was gestuurd. In de videoclip speelt Swift twee personages: het verlegen, nerdy meisje dat verliefd is op haar buurjongen (Lucas Till) en de populaire cheerleader die een relatie heeft met dezelfde buurjongen maar hem vreselijk behandelt. Swift ontmoette Till op de set van Hannah Montana: The Movie en vroeg hem mee te spelen in de videoclip voor 'You Belong with Me'. De videoclip werd opgenomen op de middelbare school van Swifts jongere broer. In de videoclip is te zien hoe Swifts nerdy personage smacht naar haar buurjongen maar hem nooit weet te vertellen hoe leuk ze hem vindt. Wanneer ze dit uiteindelijk toch doet, blijkt hij hetzelfde te voelen. Hij dumpt zijn populaire, maar gemene vriendin (ook gespeeld door Swift) en eindigt met Swifts nerdy personage.
De videoclip van 'You Belong with Me' werd genomineerd voor verschillende prijzen, waaronder de CMT Music Award en de Academy of Country Music Award voor beste video. Daarnaast won Swift de MTV Video Music Award voor beste vrouwelijke video. Tijdens haar dankwoord bij de ontvangst van deze prijs werd Swift echter onderbroken door Kanye West. Hij claimde dat Swift onterecht had gewonnen en dat de prijs naar Beyoncés videoclip voor 'Single Ladies (Put a Ring on It)' had moeten gaan. Beyoncé won later op de avond de prijs voor beste video. Tijdens haar eigen dankwoord vertelde Beyoncé hoe gelukkig ze was toen zij haar eerste VMA won en haalde Swift terug op het podium om haar speech af te maken.

## Prijzen en nominaties
| Year | Organization                    | Award                               | Result      | Ref.   |
| ---- | ------------------------------- | ----------------------------------- | ----------- | ------ |
| 2009 | MTV Video Music Awards          | Best Female Video                   | Gewonnen    | [ 25 ] |
| 2009 | SESAC Nashville Music Awards    | Country Performance Activity Awards | Gewonnen    | [ 26 ] |
| 2010 | BMI Pop Awards                  | Award-Winning Songs                 | Gewonnen    | [ 27 ] |
| 2010 | BMI Pop Awards                  | Publisher of the Year               | Gewonnen    | [ 27 ] |
| 2010 | Academy of Country Music Awards | Video of the Year                   | Genomineerd | [ 28 ] |
| 2010 | Academy of Country Music Awards | Song of the Year                    | Genomineerd | [ 28 ] |
| 2010 | BMI Country Awards              | Publisher of the Year               | Gewonnen    | [ 29 ] |
| 2010 | BMI Country Awards              | Song of the Year                    | Gewonnen    | [ 29 ] |
| 2010 | CMT Music Awards                | Female Video of the Year            | Genomineerd | [ 30 ] |
| 2010 | CMT Music Awards                | Video of the Year                   | Genomineerd | [ 30 ] |
| 2010 | Grammy Awards                   | Record of the Year                  | Genomineerd | [ 31 ] |
| 2010 | Grammy Awards                   | Song of the Year                    | Genomineerd | [ 31 ] |
| 2010 | Grammy Awards                   | Best Female Pop Vocal Performance   | Genomineerd | [ 31 ] |
| 2010 | Much Music Video Awards         | International Video of the Year     | Genomineerd | [ 32 ] |
| 2010 | Much Music Video Awards         | Your Fave International Video       | Genomineerd | [ 32 ] |
| 2010 | Nickelodeon Kids' Choice Awards | Favourite Song                      | Gewonnen    | [ 33 ] |
| 2011 | BMI Pop Awards                  | Award-Winning Songs                 | Gewonnen    | [ 34 ] |
| 2011 | BMI Pop Awards                  | Publisher of the Year               | Gewonnen    | [ 34 ] |

## Live uitvoeringen en andere versies
Tijdens de promotie van 'You Belong with Me' als single bracht Swift het nummer meerdere keren ten gehore bij optredens. Dat deed ze onder andere bij de CMT Awards, Saturday Night Live en een festival van de Country Music Association. Ook trad Swift op met 'You Belong with Me' bij de MTV Video Music Awards. Dit optreden vond niet plaats op het podium van Radio City Music Hall, waar de ceremonie werd gehouden. In plaats daarvan begon Swift haar optreden in een metrostation in New York, ging verder in de metro en eindigde buiten Radio City Music Hall op een typisch New Yorkse gele taxi. Het optreden vond slechts vijf minuten nadat Swifts dankwoord werd onderbroken door Kanye West plaats.

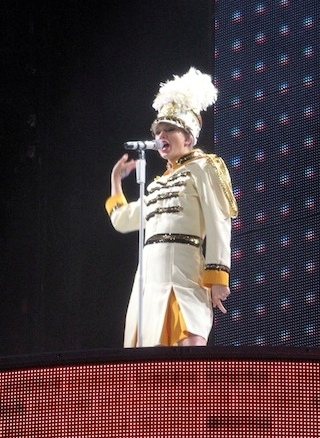
Swifts tijdens haar vertolking van 'You Belong with Me' tijdens de Fearless Tour

Swift speelde 'You Belong with Me' ook tijdens een medley die ze ten gehore bracht tijdens de Grammy Awards in 2010. Tijdens deze medley speelde Swift eerst haar recente nummer 'Today Was a Fairytale'. Daarna zong ze met Stevie Nicks 'Rhiannon' van Fleetwood Mac. Ze eindigde het optreden met 'You Belong with Me', waarbij Nicks de tamboerijn speelde en stukken meezong. Dit optreden en het feit dat Swift later die avond Album of the Year won voor Fearless leidde tot veel kritiek. Swifts zang tijdens het optreden was namelijk niet altijd zuiver en zou daarom de onterechte winnaar zijn.
'You Belong with Me' was het openingsnummer van Swifts Fearless Tour. Swift speelde het nummer ook tijdens de Speak Now World Tour en de Red Tour, maar niet tijdens haar tour rond 1989. Ze speelde het nummer wel af en toe akoestisch in plaats van 'You Are in Love'. Tijdens haar Reputation Stadium Tour zong Swift 'You Belong with Me' in medley met 'Style' en 'Love Story'.
In 2021 bracht Swift een nieuwe opname van 'You Belong with Me' uit, nu met de toevoeging 'Taylor's Version'. Dit deed ze naar aanleiding van een conflict over de masterrechten van haar eerste zes albums (waar 'You Belong with Me' onderdeel van was). 'You Belong with Me (Taylor's Version)' klinkt volgens recensenten vrijwel hetzelfde als de originele opname van het nummer.